# Michelle Carter
Michelle Denee Carter (San Jose, 12 ottobre 1985) è una pesista statunitense.

## Biografia
Figlia d'arte, suo padre è infatti Mike Carter, già giocatore professionista di football americano con un passato di lanciatore di peso a sua volta. Ha vinto la medaglia d'oro olimpica ai Giochi di Rio de Janeiro 2016 con la misura di 20,63 m, battendo la neozelandese Valerie Adams e diventando la prima atleta statunitense capace di vincere la medaglia d'oro in questa specialità.

## Palmarès
| Anno | Manifestazione      | Sede           | Evento         | Risultato | Prestazione | Note                                                                  |
| ---- | ------------------- | -------------- | -------------- | --------- | ----------- | --------------------------------------------------------------------- |
| 2001 | Mondiali allievi    | Debrecen       | Getto del peso | Argento   | 15,23 m     |                                                                       |
| 2004 | Mondiali juniores   | Grosseto       | Getto del peso | Oro       | 17,55 m     |                                                                       |
| 2008 | Giochi olimpici     | Pechino        | Getto del peso | 13ª       | 17,74 m     |                                                                       |
| 2009 | Mondiali            | Berlino        | Getto del peso | 5ª        | 18,96 m     |                                                                       |
| 2010 | Mondiali indoor     | Doha           | Getto del peso | 12ª (q)   | 18,20 m     | Miglior prestazione personale                                         |
| 2011 | Mondiali            | Taegu          | Getto del peso | 8ª        | 18,76 m     |                                                                       |
| 2011 | Giochi panamericani | Guadalajara    | Getto del peso | Bronzo    | 18,09 m     |                                                                       |
| 2012 | Mondiali indoor     | Istanbul       | Getto del peso | Bronzo    | 19,58 m     | Miglior prestazione personale                                         |
| 2012 | Giochi olimpici     | Londra         | Getto del peso | 4ª        | 19,42 m     |                                                                       |
| 2013 | Mondiali            | Mosca          | Getto del peso | 4ª        | 19,94 m     |                                                                       |
| 2014 | Mondiali indoor     | Sopot          | Getto del peso | 4ª        | 19,10 m     | Miglior prestazione personale stagionale                              |
| 2015 | Mondiali            | Pechino        | Getto del peso | Bronzo    | 19,76 m     |                                                                       |
| 2016 | Mondiali indoor     | Portland       | Getto del peso | Oro       | 20,21 m     | Miglior prestazione mondiale stagionale · Record nord-centroamericano |
| 2016 | Giochi olimpici     | Rio de Janeiro | Getto del peso | Oro       | 20,63 m     | Record nazionale                                                      |
| 2017 | Mondiali            | Londra         | Getto del peso | Bronzo    | 19,14 m     |                                                                       |
| 2019 | Mondiali            | Doha           | Getto del peso | 9ª        | 18,41 m     |                                                                       |

## Altre competizioni internazionali
2013
- Argento al DécaNation ( Valence), getto del peso - 18,81 m

2014
- 4ª al IAAF World Challenge Beijing ( Pechino), getto del peso - 18,09 m
- 6ª al Golden Gala ( Roma), getto del peso - 18,58 m
- Argento all'Adidas Grand Prix ( New York), getto del peso - 19,51 m
- Bronzo al Athletissima ( Losanna), getto del peso - 19,38 m
- Bronzo al Meeting Herculis ( Monaco), getto del peso - 19,05 m
- Argento al Sainsbury's Anniversary Games ( Londra), getto del peso - 19,80 m
- 4ª al British Athletics Grand Prix ( Birmingham), getto del peso - 18,22 m
- Argento al DécaNation ( Angers), getto del peso - 19,24 m
- Bronzo al Memorial Van Damme ( Bruxelles), getto del peso - 19,73 m
- Argento in Coppa continentale ( Marrakech), getto del peso - 19,84 m